# طواف إيطاليا 1910
طواف إيطاليا 1910 هو سباق دراجات هوائية أقيم بتاريخ 18 مايو – 5 يونيو، تكون السباق من 10 مراحل وامتدّ لمسافة 2987.4 كم بسرعة 26.08 كم/س، استغرق السباق 114 ساعة 24 دقيقة 00 ثانية.